# アリアナ・リチャーズ
アリアナ・リチャーズ（Ariana Richards、1979年9月11日 - ）はアメリカ合衆国の女優、画家。カリフォルニア州ヒールズバーグ出身。

## 略歴
母親は映画プロデューサー。1991年にテレビ映画『Switched at birth』に主演し、ユース・イン・フィルム・アワードでベスト・ヤング・アクトレス賞を受賞。その後、子役として多数の映画に出演。特に『ジュラシック・パーク』のハモンドの孫娘レックス役、『トレマーズ』『トレマーズ3』のミンディ役を演じて有名。
スキッドモア・カレッジで学び、2000年以降はほとんど映画に出演していない。現在は画家として成功しているという。

## 主な出演作
| 公開年 | 邦題 原題                                                           | 役名                             | 備考                     |
| ------ | ------------------------------------------------------------------- | -------------------------------- | ------------------------ |
| 1987   | 殺意の大地 Into the Homeland                                        |                                  | テレビ映画               |
| 1989   | プランサー Prancer                                                  | キャロル                         |                          |
| 1989   | ハロウィン・インベーダー/火星人襲来!? Spaced Invaders               | キャシー                         |                          |
| 1989   | トレマーズ Tremors                                                  | ミンディ・スターングッド         |                          |
| 1990   | ブレーメンの出来事 The Incident                                     | ナンシー                         | テレビ映画               |
| 1991   | フォーエバー・ファミリー/愛は運命を超えて Switched at Birth         | キンバリー                       | テレビ映画               |
| 1992   | グランド・ツアー Timescape                                          | ヒラリー                         |                          |
| 1993   | ジュラシック・パーク Jurassic Park                                  | アレクシス・マーフィ（レックス） |                          |
| 1995   | どんな時も Angus                                                    | メリッサ                         |                          |
| 1996   | 野生のエルザ2/新たなる冒険 Born Free: A New Adventure               | ヴァレリー                       | テレビ映画               |
| 1996   | ボーイ・ミーツ・ワールド Boy Meets World                            | クレア・ファーガソン             | テレビドラマ、ゲスト出演 |
| 1997   | ロスト・ワールド/ジュラシック・パーク The Lost World: Jurassic Park | アレクシス・マーフィ             |                          |
| 2001   | トレマーズ3 Tremors 3: Back to Perfection                           | ミンディ                         |                          |

## 備考
1991年のテレビ映画 "Switched at Birth"（邦題：フォーエバー・ファミリー/愛は運命を超えて）は、かつてNHKで「少女キンバリーの選択」という題で放送された事もある。